# António Xavier Pereira Coutinho
António Xavier Pereira Coutinho  (Lisboa, Alfama, 11 de junio de 1851 - Cascais, Alcabideche, 27 de marzo de 1939) fue un botánico, ingeniero agrónomo, pteridólogo, micólogo y briólogo portugués.

## Biografía
Era hijo de Martinho Pereira Coutinho y de Maria da Penha de França de Baena Falcão de Mesquita.
Se recibió de ingeniero agrónomo en el Instituto de Agricultura y Veterinaria, más tarde Universidad Técnica de Lisboa. Fue profesor en el "Instituto Agrícola", en la "Escuela Politécnica" y en la "Universidad de Lisboa".
Fue un insigne taxónomo, autor de Flora de Portugal (1.ª ed., 1913; 2.ª ed., 1939), y de numerosos otros trabajos científicos.
Casó con su prima María Isabel Pereira Coutinho (Alcochete, Alcochete, 18 de diciembre de 1851 - Cascais, Alcabideche, 24 de febrero de 1931), hija de António Luís Pereira Coutinho, V marqués de los Soidos grande de España de primera clase y V vizconde de San Antonio, y de Maria José da Graça Teles de Melo de Almeida Malheiro. Su bisnieto es el I marqués de Pereira Coutinho Vasco Manuel de Quevedo Pereira Coutinho.

## Algunas publicaciones
- 1949. Produção em Angola e Moçambique. Contém ilustrações. En: Revista do Ultramar 14 : 29-31

### Libros
- 1887. Curso de silvicultura : esboço de uma flora lenhosa portugueza. Ed. Lisboa : Academia Real das Sciencias
- 1889.  Guia do Vinicultor con 52 grabados. Ed. Livraria Internacional (Ernesto Chardron). Porto. 308 pp.
- 1892. Elementos de botanica : (primeira e segunda parte do curso dos Lyceus). Ed. Lisboa : Guillard. 298 pp.
- 1910. Questão do alcool de Angola : proposta de lei para ser presente à câmara dos Srs. deputados. Lisboa : Imp. Nacional. 75 pp.
- 1939. Flora De Portugal (Plantas Vasculares) : Disposta Em Chaves Dicotomicas. Ed. Lehre : Verlag Von J. Cramer. 938 pp.

## Honores

### Epónimos
- (Asteraceae) Centaurea coutinhoi Franco[1]

- (Caryophyllaceae) Silene coutinhoi Rothm. & P.Silva[2]

- (Cistaceae) Halimium × coutinhoi Mendonça & Carv.[3]

- (Crassulaceae) Cotyledon coutinhoi (Mariz) Cout.[4]

- (Crassulaceae) Umbilicus coutinhoi Mariz[5]

- (Fabaceae) Macroule coutinhoi (Ducke) Pierce[6]

- (Fabaceae) Ormosia coutinhoi Ducke[7]

- (Fabaceae) Macroule coutinhoi (Ducke) Pierce[8]

- (Fabaceae) Ormosia coutinhoi Ducke[9]

- (Fagaceae) Quercus × coutinhoi A.Camus[10]

- (Lamiaceae) Lamium × coutinhoi Garcia[11]

- (Lamiaceae) Prunella × coutinhoi Rouy[12]

- (Malvaceae) Sida coutinhoi Paiva & Noguiera[13]

- (Scrophulariaceae) Linaria coutinhoi Valdés[14]

- La abreviatura «Cout.» se emplea para indicar a António Xavier Pereira Coutinho como autoridad en la descripción y clasificación científica de los vegetales.[15]